# Molka
Molka (en sammansättning av orden mollae (hemlig) och kamera) är en form av sexualbrott och smygfilmning i Sydkorea. Ordet molka kan referera både till kamerorna som används och själva videorna. Brottet går ut på att spionkameror placeras i omklädningsrum, toaletter och andra offentliga platser och filmerna sprids på internet och i gruppchatter utan kvinnornas vetskap eller samtycke. Ibland sätts dolda kameror upp i motell- och hotellrum för att filma par. Filmningen sker både av enskilda individer och organiserade gäng som säljer klippen på internet. Mellan 2010 och 2017 ökande antalet anmälda fall i Sydkorea från 1100 till 6500 och 80% av offren är kvinnor. Enligt Sydkoreas president Moon Jae-in har brottet blivit "en del av vardagslivet".
Stora demonstrationer har genomförts av kvinnor för att få polisen och politiker att stoppa smygfilmning och ge hårdare straff till dem som filmar och sprider videor.